# شركة احتكار النفط المتعددة الأسبانية
شركة احتكار النفط المتعددة كانت شركة المنتجات البترولية المملوكة للدولة في إسبانيا . تم إنشاؤه في عشرينيات القرن الماضي أثناء ديكتاتورية الجنرال بريمو دي ريفيرا ، وتم حلها في عام 1992 بسبب مطالب الاتحاد الأوروبي . تم توزيع أصولها على أكبر شركات البترول الخاصة في السوق الإسبانية في ذلك الوقت، والتي كانت بشكل رئيسي ريبسول وسيبا وبي بي . تم منح حقوق ماركتها لشركة ربسول .

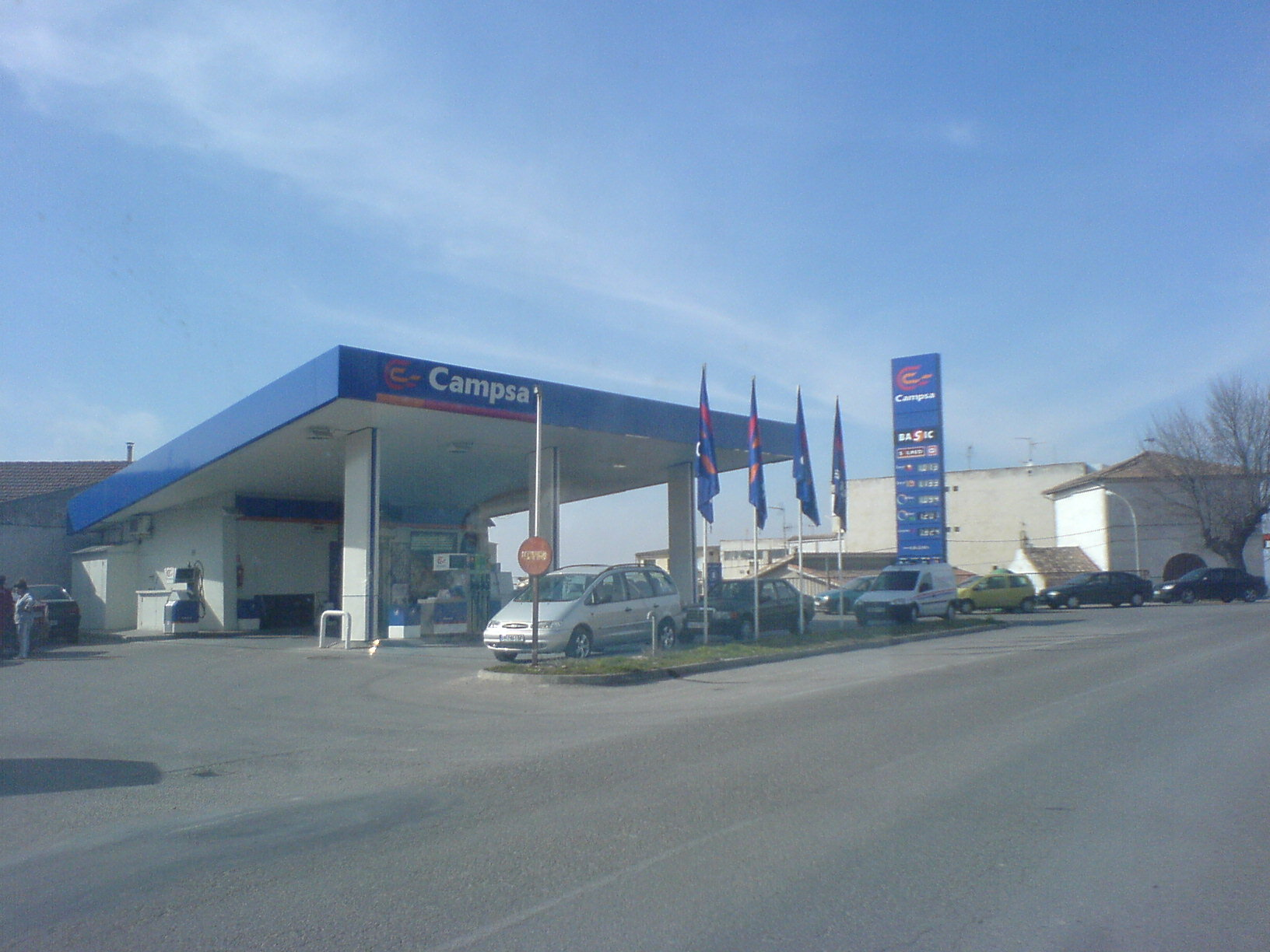
محطة خدمة كامبسا في بلد الوليد

تم دمج الأصول المتبقية للشركة، والتي تركز بشكل أساسي على الخدمات اللوجستية وخدمات خطوط الأنابيب ولكن أيضًا محفوظاتها التاريخية، تحت اسم (Compañía Logística de Hidrocaburos). بعد اتفاق عام 2008 بين CLH واللجنة الوطنية للطاقة، تولى الأخير المحفوظات.